# Adnan Januzaj
Adnan Januzaj (sinh ngày 5 tháng 2 năm 1995) là một cầu thủ bóng đá người Bỉ gốc Kosovo đang chơi ở vị trí tiền vệ cánh cho câu lạc bộ Sevilla và đội tuyển Bỉ. Sinh ra tại thành phố Bruxelles của Bỉ, anh bắt đầu sự nghiệp tại câu lạc bộ Anderlecht và gia nhập Manchester United năm 2011 khi mới 16 tuổi.

## Tiểu sử
Januzaj được sinh ra tại Brussels, Bỉ. Gia đình Januzaj di cư đến Brussels từ năm 1992 để cha anh - ông Abedin tránh phải nhập ngũ quân đội Nam Tư. Cha của Januzaj là anh cả trong gia đình 6 anh em tới từ Istog, Kosovo.. 2 người chú của Januzaj, Januz và Shemsedin, là thành viên của quân đội Giải phóng Kosovo và đã từng tham gia trong cuộc chiến tranh Kosovo. Gia đình mẹ Januzaj bị chính quyền Nam Tư trục xuất sang Thổ Nhĩ Kỳ theo một kế hoạch để ngăn chặn chủ nghĩa dân tộc Albani. Vì Kosovo tuyên bố độc lập năm 2008, nên Januzaj thường xuyên đến thăm gia đình mình ở Kosovo trong mùa hè.

## Sự nghiệp cầu thủ
Januzaj bắt đầu sự nghiệp cầu thủ ở câu lạc bộ FC Brussels nhưng sau đó đã gia nhập câu lạc bộ Anderlecht khi mới 10 tuổi vào năm 2005. Anh rời Anderlecht để chuyển đến Manchester United vào tháng 3 năm 2011 khi mới 16 tuổi sau khi gây ấn tượng trong một buổi tập tại Brussels.
Cuối mùa giải 2012-2013, Sir Alex Ferguson đã chính thức đôn Januzaj lên đội một và trao cho cầu thủ này số áo 44. Sir Alex Ferguson đã điền tên anh vào trận đấu cuối cùng của mùa giải gặp West Bromwich Albion, nhưng anh không được sử dụng trong trận đấu. Với màn trình diễn ấn tượng, Januzaj đã giành được giải thưởng Denzil Haroun, cầu thủ đội dự bị xuất sắc nhất năm. Trong chuyến du đấu hè 2013, anh đã được đưa vào đội hình chính trong 2 trận gặp Clb Kitchee và Sevilla. Anh góp mặt trong đội hình chính cho chuyến du đấu châu Á hè 2013 và ghi bàn trong trận đấu cuối cùng gặp Kitchee của Hồng Kông. Trong trận đấu tôn vinh Rio Ferdinand trên sân Old Trafford; Januzaj được ra sân trong đội hình xuất phát và đóng góp được một đường kiến tạo cho bàn thắng duy nhất của đội bóng, tuy vậy Man United vẫn phải nhận trận thua 3–1 trước Sevilla.
11 tháng 8 năm 2013, Januzaj có trận đấu ra mắt đầu tiên cho Manchester United trước Wigan Athletic ở trận tranh Community Shield cup, khi anh vào sân thay thế Robin van Persie trong 6 phút cuối trận.
Một tháng sau đó, anh lần đầu tiên được thi đấu tại giải ngoại hạng khi vào sân thay Ashley Young ở phút 68 trong trận thắng 2–0 trên sân nhà trước Crystal Palace ngày 14 tháng 9.
Ngày 5 tháng 10 năm 2013, Januzaj được điền tên vào đội hình xuất phát gặp Sunderland, anh đã ghi 2 bàn thắng để đem về chiến thắng cho Manchester United.
Tháng 12 năm 2014, Januzaj đã ký vào bản hợp đồng mới với thời hạn 5 năm với mức lương 30.000 Bảng Anh.
Tháng 12 năm 2013, Januzaj được đề cử cho giải thưởng BBC Young Sports Personality of the Year sau 10 trận đã đá cho Manchester United .
Ngày 10 tháng 12 năm 2013, Januzaj có trận đấu đầu tiên tại UEFA Champions League gặp Shakhtar Donetsk.

## Trở lại Manchester United
Sau nửa mùa giải thi đấu trong màu áo Dortmund theo bản hợp đồng cho mượn, tiền vệ Adnan Januzaj đã trở về Man United trước thời hạn. Và mới đây đội bóng nước Đức đã lên tiếng về lý do sớm để tiền vệ người Bỉ trở lại nước Anh.

## Phong cách thi đấu
Januzaj sở hữu tốc độ, kỹ thuật cá nhân cực tốt và đôi chân lắt léo, cùng sự khéo léo và khả năng dứt điểm tốt, anh được xem là truyền nhân của Ryan Giggs - Huyền thoại vĩ đại ở " Nhà hát của những giấc mơ ".
Trong danh sách áo đấu của Manchester United đăng ký mùa giải 2014 - 2015, anh đã vinh dự được trao chiếc áo huyền thoại tại Old Trafford (bên cạnh chiếc áo số 7 thần thánh) - chiếc áo số 11 - chiếc áo đã được huyền thoại Ryan Giggs mang trên mình trong suốt những năm tháng vinh quang cùng Sir Alex cũng như Manchester United với nhiều kì vọng sẽ trở thành truyền nhân của " bậc thầy đá cánh " này.

## Sự nghiệp quốc tế
Januzaj có thể chơi bóng cho tuyển quốc gia Bỉ-nơi anh sinh ra và đang mang hộ chiếu, hoặc cho tuyển Albania, do nguồn gốc Albania của anh, hoặc cho Serbia do tình trạng đang tranh chấp của Kosovo-quê hương cha mẹ anh, hoặc cho Thổ Nhĩ Kỳ thông qua ông bà ngoại của Januzaj. Thêm một đội tuyển quốc gia cho Januzaj lựa chọn đó là tuyển Anh, tuy nhiên anh sẽ thi đấu theo diện nhập cư và để thực hiện điều đó, Januzaj cần có 5 năm làm việc tại Anh sau tuổi 18. Vậy hiện tại, có 6 đội tuyển quốc gia để Januzaj lựa chọn, tuy nhiên cầu thủ này chưa đồng ý gia nhập tuyển trẻ cũng như tuyển quốc gia nước nào. Anh cho biết muốn tập trung cho sự nghiệp tại Manchester United. Hiện nay anh đã chọn đội tuyển quốc gia Bỉ để thi đấu.
Tại World Cup 2018, anh chỉ có được một bàn thắng trong trận thắng tối thiểu 1-0 của Bỉ trước Anh. Chung cuộc Bỉ giành huy chương đồng chung cuộc sau chiến thắng 2-0 trước đội tuyển Anh ở trận tranh hạng 3.

## Thống kê sự nghiệp
Tính đến ngày 13 tháng 1 năm 2021.
| Câu lạc bộ               | Mùa giải            | Giải đấu            | Giải đấu | Giải đấu | Cúp FA | Cúp FA | Cúp Liên đoàn | Cúp Liên đoàn | châu Âu | châu Âu | Khác | Khác | Tổng cộng | Tổng cộng |
| Câu lạc bộ               | Mùa giải            | Hạng                | Trận     | Bàn      | Trận   | Bàn    | Trận          | Bàn           | Trận    | Bàn     | Trận | Bàn  | Trận      | Bàn       |
| ------------------------ | ------------------- | ------------------- | -------- | -------- | ------ | ------ | ------------- | ------------- | ------- | ------- | ---- | ---- | --------- | --------- |
| Manchester United        | 2013–14             | Premier League      | 27       | 4        | 1      | 0      | 4             | 0             | 2       | 0       | 1    | 0    | 35        | 4         |
| Manchester United        | 2014–15             | Premier League      | 18       | 0        | 2      | 0      | 1             | 0             | –       | –       | –    | –    | 21        | 0         |
| Manchester United        | 2015–16             | Premier League      | 5        | 1        | 0      | 0      | 0             | 0             | 2       | 0       | —    | —    | 7         | 1         |
| Manchester United        | 2016–17             | Premier League      | 0        | 0        | 0      | 0      | 0             | 0             | 0       | 0       | 0    | 0    | 0         | 0         |
| Tổng cộng                | Tổng cộng           | Tổng cộng           | 50       | 5        | 3      | 0      | 5             | 0             | 4       | 0       | 1    | 0    | 63        | 5         |
| Borussia Dortmund (mượn) | 2015–16             | Bundesliga          | 6        | 0        | 1      | 0      | —             | —             | 5       | 0       | —    | —    | 12        | 0         |
| Sunderland (mượn)        | 2016–17             | Premier League      | 25       | 0        | 2      | 0      | 1             | 1             | —       | —       | —    | —    | 28        | 1         |
| Real Sociedad            | 2017–18             | La Liga             | 28       | 3        | 1      | 0      | —             | —             | 6       | 1       | —    | —    | 35        | 4         |
| Real Sociedad            | 2018–19             | La Liga             | 20       | 1        | 4      | 1      | —             | —             | —       | —       | —    | —    | 24        | 2         |
| Real Sociedad            | 2019–20             | La Liga             | 20       | 1        | 4      | 1      | —             | —             | —       | —       | —    | —    | 24        | 2         |
| Real Sociedad            | 2019–20             | La Liga             | 24       | 4        | 5      | 4      | —             | —             | —       | —       | —    | —    | 29        | 8         |
| Real Sociedad            | 2020–21             | La Liga             | 10       | 2        | 0      | 0      | —             | —             | 5       | 0       | 1    | 0    | 16        | 2         |
| Tổng cộng                | Tổng cộng           | Tổng cộng           | 82       | 10       | 10     | 5      | —             | —             | 11      | 1       | 1    | 0    | 104       | 16        |
| Tổng cộng sự nghiệp      | Tổng cộng sự nghiệp | Tổng cộng sự nghiệp | 163      | 15       | 16     | 5      | 6             | 1             | 20      | 1       | 2    | 0    | 207       | 22        |

### Đội tuyển quốc gia
Tính đến ngày 30 tháng 3 năm 2021.
| Đội tuyển quốc gia | Năm       | Trận | Bàn |
| ------------------ | --------- | ---- | --- |
| Bỉ                 | 2014      | 5    | 0   |
| Bỉ                 | 2018      | 5    | 1   |
| Bỉ                 | 2019      | 1    | 0   |
| Bỉ                 | 2021      | 2    | 0   |
| Tổng cộng          | Tổng cộng | 13   | 1   |

### Bàn thắng quốc tế
| #  | Ngày                | Địa điểm                                   | Đối thủ | Bàn thắng | Kết quả | Giải đấu       |
| -- | ------------------- | ------------------------------------------ | ------- | --------- | ------- | -------------- |
| 1. | 28 tháng 6 năm 2018 | Sân vận động Kaliningrad, Kaliningrad, Nga | Anh     | 1–0       | 1–0     | World Cup 2018 |

## Danh hiệu

### Câu lạc bộ
Manchester United
- FA Community Shield: 2013[18]

Real Sociedad
- Copa del Rey: 2019–20[19][20]

### Đội tuyển quốc gia
- Hạng ba FIFA World Cup 2018

### Cá nhân
- Denzil Haroun, cầu thủ đội dự bị xuất sắc nhất năm: 2012–13
- Quả bóng vàng Blue Stars/FIFA Youth Cup: 2013

### Đội tuyển quốc gia
Đội tuyển quốc gia Bỉ
- Hạng ba World Cup 2018